# سنز-سریف
|  | قلم سنزسریف                          |
|  | قلم سریف                             |
|  | سریف‌ها با رنگ قرمز نشان داده شده‌اند. |

سنزسریف (به انگلیسی: Sans-serif) به گروهی از تایپ‌فیس‌ها گفته می‌شود که سریف ندارند. sans در فرانسوی به معنای بدون است.
از ویژگی‌های قلم‌های سنزسریف این است که نسبت به قلم‌های سریف هم‌اندازهٔ خودشان کمی بزرگتر به نظر می‌رسند و معمولاً پهنای بیشتری را اشغال می‌کنند.
قلم‌های تاهوما و کالیبری نمونه‌هایی از قلم‌های سنزسریف هستند.